# شیب صفر
در شیب‌صفر (به انگلیسی: nullcline) شیب تغییرات صفر است.

## شرح
- شیب‌صفر  که در برخی متون، هم‌شیب رشد-صفر نام دارد.
- شیب‌صفر در مختصات دوبعدی،  خط صاف یا منحنی است.
- شیب‌صفر در مختصات سه بعدی صفحه ای صاف یا انحنادار است.
- شیب‌صفر در مختصات بالاتر ابرصفحه  یا خمینه است.

دستگاه معادلات دیفرانسیل معمولی زیر را در نظر آورید:
{\displaystyle x_{1}'=f_{1}(x_{1},\ldots ,x_{n})}
{\displaystyle x_{2}'=f_{2}(x_{1},\ldots ,x_{n})}
{\displaystyle \vdots }
{\displaystyle x_{n}'=f_{n}(x_{1},\ldots ,x_{n})}
که {\displaystyle x'} در اینجا مشتق {\displaystyle x} نسبت به یک پارامتر دیگر، مانند زمان {\displaystyle t} است. منحنی شیب‌صفر {\displaystyle j}ام شکل هندسی است که برای آن {\displaystyle x_{j}'=0} است. نقاط تعادل سیستم در محل تلاقی همه منحنی‌های شیب‌صفر قرار دارند. در یک سیستم خطی دو-بعدی، منحنی شیب‌صفر را می‌توان با دو خط روی یک نمودار دو بعدی نشان داد. در یک سیستم کلی دو بعدی منحنی‌های دلخواه هستند.

## پیشینه
این تعریف، گرچه با نام «منحنی جهتی» بود، اما در مقاله ای در سال ۱۹۶۷ توسط اندره سیمونی استفاده شد. این مقاله همچنین «بردار جهتی» را چنین تعریف کرده است {\displaystyle \mathbf {w} =\mathrm {sign} (P)\mathbf {i} +\mathrm {sign} (Q)\mathbf {j} }، که P و Q معادلات دیفرانسیل dx/dt و dy/dt هستند، و i و j بردارهای واحد جهت x و y هستند.
سیمونی از این تعاریف جدید روش آزمون پایداری جدیدی را توسعه داد و با استفاده از آن معادلات دیفرانسیل را مطالعه کرد. این روش فراتر از بررسی‌های پایداری معمول، نتایج نیمه-کمی را ارائه می‌دهد.

## مثال مفهومی
در دستگاه معادلات زیر:
{\displaystyle x'=1-y}
{\displaystyle y'=1+x}
- روی خط y=+1 ، تغییرات x صفر است.
- روی خط x=-1 ، تغییرات y صفر است.

دو خط فوق، صفحه xy را به چهار ربع تقسیم می‌کنند که در هر ربع، جهت بردارهای شیب یکی است.

## یادداشت
- E. Simonyi – M. Kaszás: Method for the Dynamic Analysis of Nonlinear Systems, Periodica Polytechnica Chemical Engineering – Chemisches Ingenieurwesen, Polytechnical University Budapest, 1969